# Steinbach am Ziehberg
Steinbach am Ziehberg est une commune autrichienne du district de Kirchdorf en Haute-Autriche.